# 하쿠초 대교

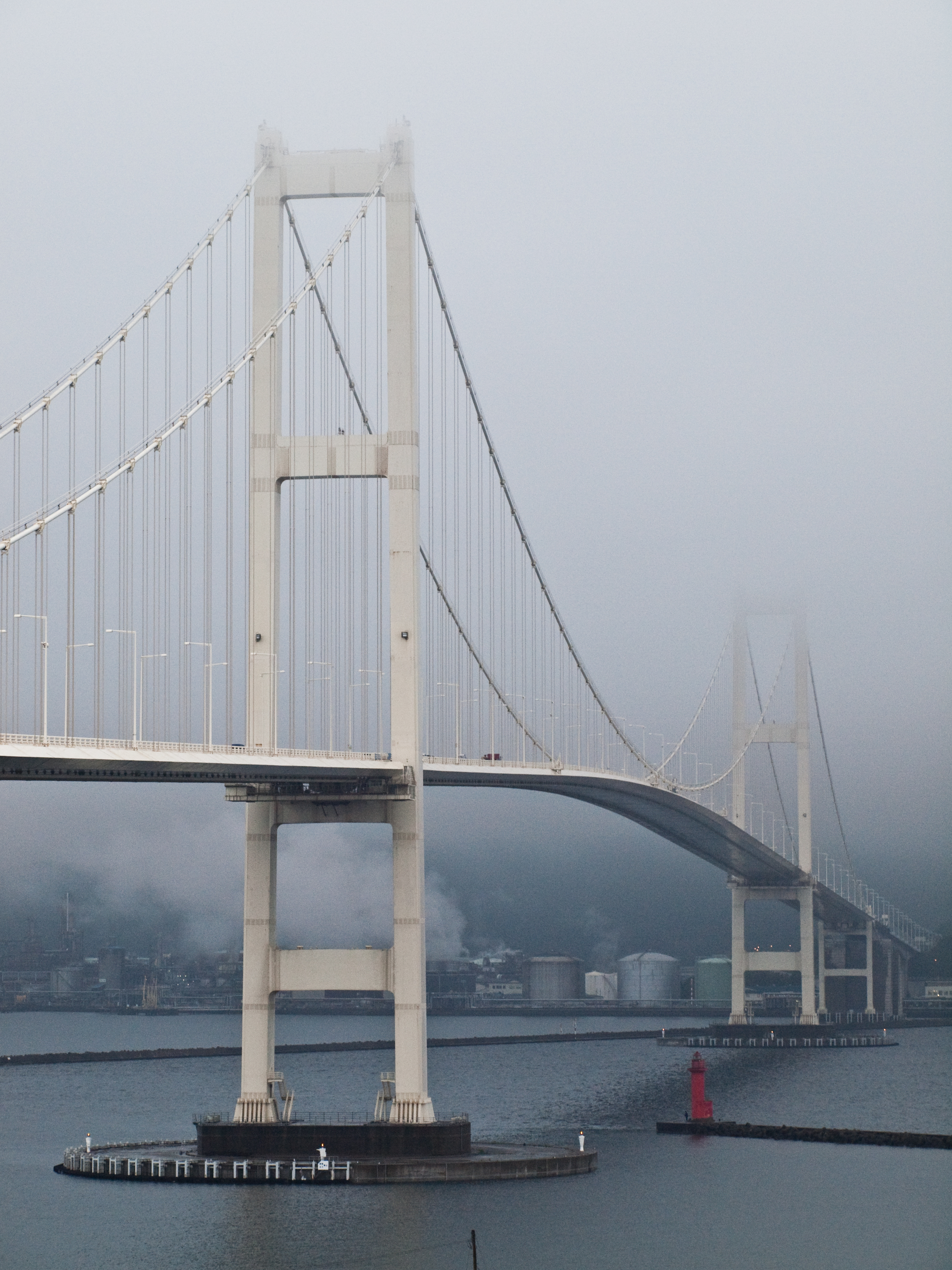
하쿠초 대교

하쿠초 대교(白鳥大橋 하쿠초오하시[*]→백조대교)는 일본 홋카이도 무로란시에 있는 국도 37호 (하쿠초 신도)의 현수교다. 무료 자동차 전용 도로이며, 다리의 명칭은 무로란항의 별명 '백조만'에서 따왔다.
여러 개의 풍차가 다리를 따라 늘어서 있어 밤에는 근처 공원 등에서 조명을 제공한다. 다리 위는 바람이 매우 강해 보행자, 자전거, 오토바이의 통행이 금지되어 있다.

## 같이 보기
- 가장 긴 현수교 목록